# Dryopteris crispifolia
Dryopteris crispifolia — вид трав'янистих рослин з родини щитникові (Dryopteridaceae), ендемік Азорських островів.

## Поширення
Ендемік Азорських островів (острови Корву, Фаял, Флорес, Сан-Мігель, Піку, Терсейра).
Цей вид розкиданий на деревних плантаціях, на схилах та в ярах. Також трапляється в гірських і лаврових лісах, між 200 і 1550 м над рівнем моря.

## Загрози та охорона
На багатьох островах Азорських островів інвазивні види представляють серйозну проблему. Особливо тривожними є інвазивні деревні папороті (Cyathea) і Hedychium gardnerianum, Cryptomeria japonica, Pittosporum undulatum, Hydrangea macrophylla, які безпосередньо конкурують із цим видом за світло, поживні речовини та простір, і змінюють локальне середовище, що робить його менш придатним для D. crispifolia. 
Вид присутній на природоохоронних територіях, де виключення інвазивних видів має бути пріоритетним.